# Fakfak
Fakfak of Fak-Fak is een havenstad op de zuidelijke kust van het schiereiland Onin, aan de voet van het Fakfakgebergte, ten zuiden van het schiereiland Vogelkop in de Indonesische provincie West-Papoea. Het is het bestuurlijk centrum van het gelijknamige regentschap Fakfak.
De stad ligt aan een rotsachtige kust en vormt een natuurlijke haven. De stad is door wegen verbonden met haar achterland, maar deze wegen lopen dood op het aangrenzende schiereiland Bomberai. Ten westen van de stad ligt de luchthaven Fakfak (Torea). Voor de kust ligt het langgerekte eiland Panjang.
In 1898 werd net als bij Manokwari een Nederlandse bestuurspost opgericht. Vanaf 1907 waren hier ook militairen gelegerd en werd de post gebruikt als uitvalsbasis voor expedities naar de zuidelijke helft van de Vogelkop. Ten tijde van Nederlands-Nieuw-Guinea vormde de plaats onderdeel van de gelijknamige afdeling Fak-Fak.